# FC Haarlem in het seizoen 1982/83
Het seizoen 1982/1983 was het 29e jaar in het bestaan van de Haarlemse betaaldvoetbalclub FC Haarlem. De club kwam uit in de Eredivisie en eindigde daarin op de zevende plaats. Tevens deed de club mee aan het toernooi om de KNVB Beker, hierin werd in de halve finale, na strafschoppen, verloren van N.E.C. (2–2).

## Wedstrijdstatistieken

### Eredivisie
|       | Ajax  | AZ '67 | Excelsior | Feyenoord | Fortuna Sittard | Go Ahead Eagles | FC Groningen | Helmond Sport | NAC   | N.E.C. | PEC Zwolle '82 | PSV   | Roda JC | Sparta Rotterdam | FC Twente | FC Utrecht | Willem II |
| ----- | ----- | ------ | --------- | --------- | --------------- | --------------- | ------------ | ------------- | ----- | ------ | -------------- | ----- | ------- | ---------------- | --------- | ---------- | --------- |
| Thuis | 0 – 2 | 3 – 3  | 0 – 0     | 0 – 0     | 0 – 0           | 2 – 0           | 1 – 0        | 2 – 2         | 3 – 2 | 2 – 0  | 5 – 1          | 0 – 1 | 2 – 0   | 2 – 1            | 1 – 0     | 4 – 2      | 2 – 0     |
| Uit   | 6 – 1 | 0 – 1  | 1 – 1     | 3 – 1     | 2 – 0           | 2 – 3           | 2 – 2        | 1 – 0         | 1 – 1 | 0 – 0  | 2 – 0          | 2 – 1 | 2 – 0   | 5 – 1            | 2 – 4     | 4 – 1      | 4 – 3     |

### KNVB Beker
| 2e ronde                                        | FC Haarlem                                                                            | 4 – 1 (3 – 0)          | Fortuna Sittard                      |
| 13 november 1982 Plaats: Haarlem Jan Gijzenkade | Chris Verkaik 20' Martin Haar 35' René Tol 38' Piet Keur 72'                          |                        | 60' Wim Koevermans                   |
| 3e ronde                                        | FC Haarlem                                                                            | 6 – 1 (4 – 0)          | FC Twente                            |
| 9 januari 1983 Plaats: Haarlem Jan Gijzenkade   | Joop Böckling 12', 42' Luc Nijholt 26' Martin Haar 34' Gerrie Kleton 54' Wim Balm 70' |                        | 75' Evert Bleuming                   |
| Kwartfinale                                     | FC Haarlem                                                                            | 4 – 0 (1 – 0)          | Go Ahead Eagles                      |
| 23 februari 1983 Plaats: Haarlem Jan Gijzenkade | Piet Keur 33', 63', 78' Alwin Leysner 58'                                             |                        |                                      |
| Kwartfinale (replay)                            | Go Ahead Eagles                                                                       | 1 – 1 (0 – 1)          | FC Haarlem                           |
| 9 maart 1983 Plaats: Deventer De Adelaarshorst  | Hans Voskamp 65'                                                                      |                        | 26' Piet Keur                        |
| Halve finale                                    | FC Haarlem                                                                            | 2 – 2 (1 – 0)          | N.E.C.                               |
| 30 maart 1983 Plaats: Haarlem Jan Gijzenkade    | Joop Böckling 40', 61'                                                                |                        | 79' Carlos Aalbers 87' Anton Janssen |
| Halve finale (replay)                           | N.E.C.                                                                                | 0 – 0 Na strafschoppen | FC Haarlem                           |
| 13 april 1983 Plaats: Nijmegen Goffertstadion   |                                                                                       |                        |                                      |

### UEFA Cup
| 1e ronde                                          | FC Haarlem                                  | 2 – 1 (1 – 0) | KAA Gent                                                 |
| 15 september 1982 Plaats: Haarlem Jan Gijzenkade  | Gerrie Kleton 36' Martin Haar 75'           |               | 82' (pen.) Kiyika Tokodi                                 |
| 1e ronde                                          | KAA Gent                                    | 3 – 3 (2 – 1) | FC Haarlem                                               |
| 29 september 1982 Plaats: Gent Jules Ottenstadion | Aad Koudijzer 22', 61' Cees Schapendonk 28' |               | 2' Joop Böckling 69' Gerrie Kleton 90' Piet Keur         |
| 2e ronde                                          | Spartak Moskou                              | 2 – 0 (1 – 0) | FC Haarlem                                               |
| 20 oktober 1982 Plaats: Moskou Olympisch Stadion  | Edgar Gess 16' Sergei Shvetsov 89'          |               |                                                          |
| 2e ronde                                          | FC Haarlem                                  | 1 – 3 (1 – 1) | Spartak Moskou                                           |
| 3 november 1982 Plaats: Haarlem Jan Gijzenkade    | Piet Huyg 25'                               |               | 43' Sergei Shvetsov 55' Sergey Shavlo 85' Joeri Gavrilov |

## Statistieken FC Haarlem 1982/1983

### Eindstand FC Haarlem in de Nederlandse Eredivisie 1982 / 1983
| Stand | Gespeeld | Gewonnen | Gelijk | Verloren | Punten | Doelpunten voor | Doelpunten tegen |
| ----- | -------- | -------- | ------ | -------- | ------ | --------------- | ---------------- |
| 7e    | 34       | 13       | 9      | 12       | 35     | 49              | 53               |

### Topscorers
| #                 | Naam                  | Goal |
| ----------------- | --------------------- | ---- |
| 1.                | Wim Balm              | 9    |
| 1.                | Joop Böckling         | 9    |
| 3.                | Piet Keur             | 8    |
| 4.                | René Tol              | 5    |
| 5.                | Martin Haar           | 3    |
| 5.                | Gerrie Kleton         | 3    |
| 5.                | Frank van Leen        | 3    |
| 8.                | Alwin Leysner         | 2    |
| 9.                | Piet Huyg             | 1    |
| 9.                | Tommy Kristiansen     | 1    |
| 9.                | Bert van der Kuijl    | 1    |
| 9.                | Luc Nijholt           | 1    |
| 9.                | Andreas van der Veldt | 1    |
| 9.                | Chris Verkaik         | 1    |
| Onbekend doelpunt |                       |      |
| –                 | Onbekend              | 1    |
| Totaal            | Totaal                | 49   |

| #      | Naam          | Goal |
| ------ | ------------- | ---- |
| 1.     | Piet Keur     | 5    |
| 2.     | Joop Böckling | 4    |
| 3.     | Martin Haar   | 2    |
| 4.     | Wim Balm      | 1    |
| 4.     | Gerrie Kleton | 1    |
| 4.     | Alwin Leysner | 1    |
| 4.     | Luc Nijholt   | 1    |
| 4.     | René Tol      | 1    |
| 4.     | Chris Verkaik | 1    |
| Totaal | Totaal        | 17   |

| #      | Naam          | Goal |
| ------ | ------------- | ---- |
| 1.     | Gerrie Kleton | 2    |
| 2.     | Joop Böckling | 1    |
| 2.     | Martin Haar   | 1    |
| 2.     | Piet Huyg     | 1    |
| 2.     | Piet Keur     | 1    |
| Totaal | Totaal        | 6    |

## Voetnoten
Ajax ·
AZ '67 ·
Excelsior ·
Feyenoord ·
Fortuna Sittard ·
Go Ahead Eagles ·
FC Groningen ·
Haarlem ·
Helmond Sport ·
NAC ·
N.E.C. ·
PEC Zwolle '82 ·
PSV ·
Roda JC ·
Sparta Rotterdam ·
FC Twente ·
FC Utrecht ·
Willem II